# لسنایا پولیانا (سرزمین آلتای)
لسنایا پولیانا (به لاتین: Lesnaya Polyana) یک منطقهٔ مسکونی در روسیه است که در سرزمین آلتای واقع شده‌است.